# Proyección octante

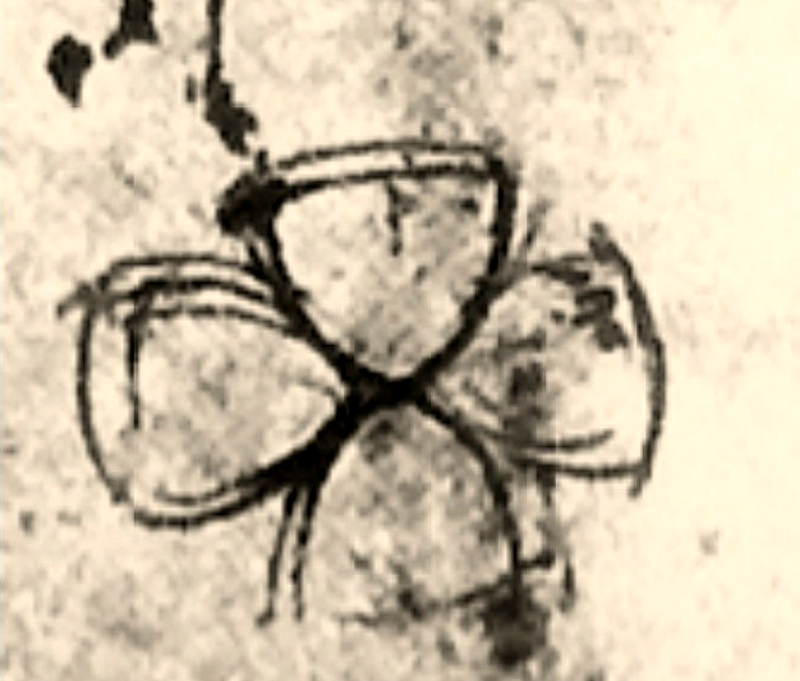
Esbozo en el Codex Atlanticus con el tipo de proyección octante

La proyección octante o proyección en octantes, es un tipo de proyección propuesta la primera vez, en 1508, por Leonardo da Vinci en su Codex Atlanticus. La autoría de Leonardo quedaría demostrada por Christopher Tyler, quien declaró "Para esas proyecciones fechadas después de 1508, sus dibujos deben considerarse efectivamente los precursores originales...". De hecho, hay un boceto de la misma en una página de los manuscritos del Codex Atlanticus, hecho de la mano de Leonardo, siendo ese boceto de Leonardo, la primera descripción conocida de la proyección octante.
La misma página del Códice contiene bocetos de otras ocho proyecciones del globo (las conocidas a finales del siglo XV), estudiadas por Leonardo, que van desde la proyección cónica plana de Tolomeo a la propuesta por Rosselli.

## Descripción

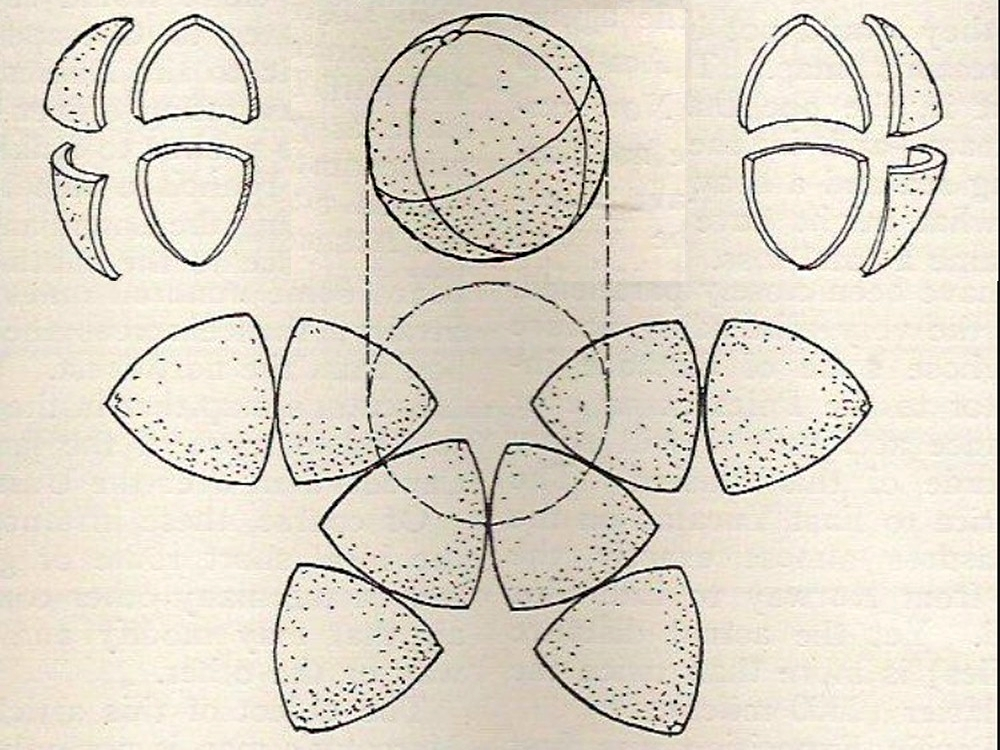
Desarrollo de la proyección casi-octante de la mariposa de Cahill alrededor de 1915

La proyección no es ni conforme ni de igual área, compuesta por arcos circulares unidos, sin meridianos ni paralelos intermedios, en la que la superficie esférica de la Tierra se divide en ocho octantes, cada uno aplanado en forma de un triángulo Reuleaux. Si se transfiere a un soporte elástico, sería posible cubrir con ellos la superficie de un modelo del globo terráqueo.
Los ocho triángulos están orientados de una manera similar a la de dos tréboles de cuatro hojas uno al lado del otro, estando los polos de la tierra situados en el centro de cada trébol. Un lado de cada uno de los ocho triángulos, (el opuesto al centro del pseudo trébol), es un cuarto del ecuador, los dos restantes (los que convergen en el centro del pseudo trébol), son la cuarta parte de los dos Meridianos que con el ecuador diseccionan el mundo en los ocho octantes.

## Proyecciones similares

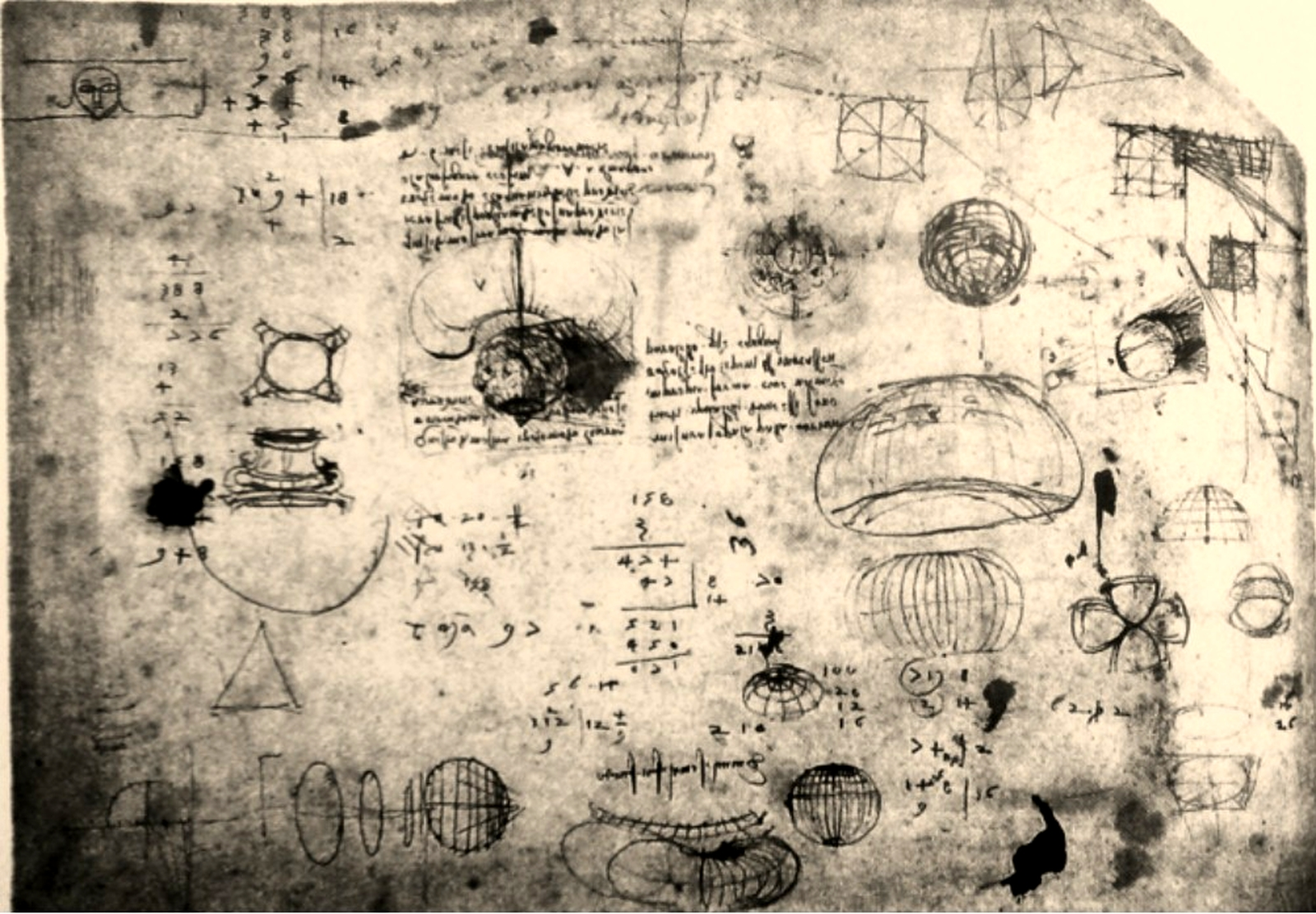
Esquema en el Codex Atlanticus con bocetos de otras ocho proyecciones del globo que estudió Leonardo

Proyecciones también basadas en el triángulo Reuleaux fueron publicados por:
- 1549 - Oronce Finé
- 1556 - Le Testu
- 1580 - John Dee[13]
- 1616 - Nicolaas Geelkercken
- 1894 - Fiorini
- 1909 - Bernard J.S. Cahill
- 1916 - Anthiaume
- 1938 - Uhden
- 1955 - Keuning
- 1975 -  Cahill-Keyes

## Historia sobre la autoría
Aunque la autoría de la primera descripción de la proyección Da Vinci octant por parte de Leonardo habría quedado demostrada en el informe de Christofer Tyler,, que decidió tratar por separado la autoría de la proyección octante (1508) y la autoría del mapa de Leonardo (1514), los otros autores anteriores a él tratan conjuntamente la autoría de ambos (autoría del mapa y autoría de la proyección -sin separar el uno de la otra-), hablan de "..the eigth of a supposed globe represented in a plane.." o sobre "globe sections" (Harrisse) y otros les llaman "gores", que constituyen, de hecho, una proyección del globo (hay un error en la traducción de 2005 de Muntz al castellano, videt: "..fragmentos de una pequeña esfera tosca y elemental.." en lugar de "sections of a rude, elementary globe" -sections implica proyección.. fragmentos no, aparte que lo hace incompleto-). 
Entre estos estudiosos, la autoría de Leonardo no está universalmente aceptada, con algunos autores completamente en contra de cualquier mínima contribución de Leonardo, 
como, Henry Harrisse (1892), o Eugène Müntz (1899 - citando la autoridad de Harrisse de 1892),
Otros eruditos aceptan explícitamente ambos (tanto del mapa como de la proyección), totalmente como un trabajo de Leonardo, describiéndolos como los primeros de este tipo, entre ellos, R.H. Major (1865) en su trabajo, Memoir on a mappemonde by Leonardo da Vinci, being the earliest map hitherto known containing the name of America ("..the eigth of a supposed globe represented in a plane.." ), Grothe, la "Enciclopedia universal ilustrada europeo-americana"(1934), Snyder en su libro "Flattening the earth" (1993),
Christoher Tyler en su trabajo Leonardo da Vinci’s World Map (2014), José Luis Espejo en su libro "Los mensajes ocultos de Leonardo Da Vinci" (2014), o David Bower en su libro "The unusual projection for one of John Dee's maps of 1580" (2012).
Otros también aceptan explícitamente como auténticos (tanto el mapa como la proyección), aunque dejando en el aire la mano directa de Leonardo, entregando la autoría de toda la obra a uno de sus discípulos, como Nordenskjold resume en su libro "Facsimile-Atlas" (1889), confirmado además por Dutton (1995) y muchos otros: "..on account of the remarkable projection..not by Leonardo himself, but by some ignorant clerk.", o Keunig (1955) que llega a ser más preciso: "..by one of his followers at his direction..".

## Diseños de proyección octante

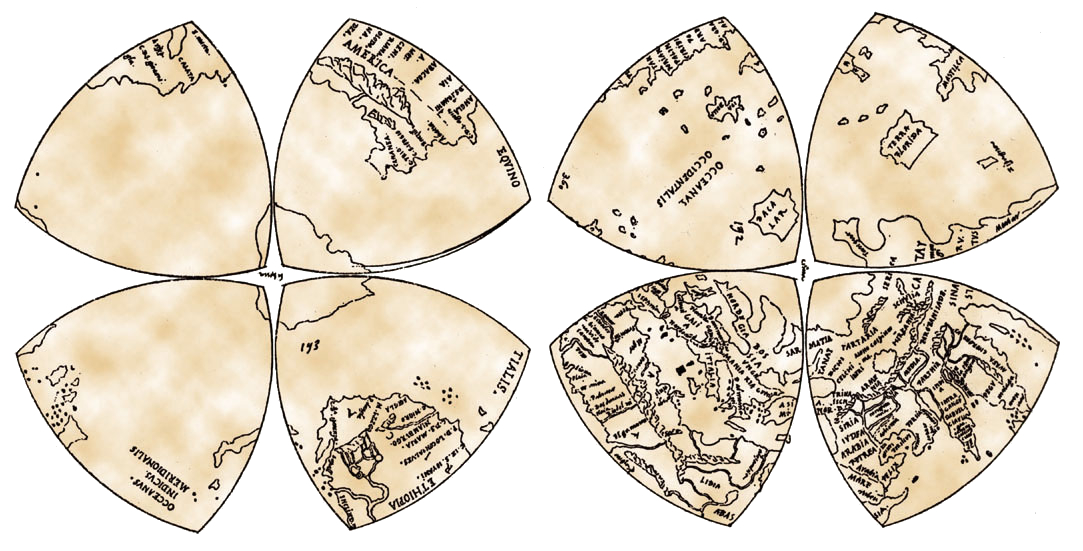
La proyección octante de Leonardo da Vinci en ocho octantes con la forma de Triángulo de Reuleaux

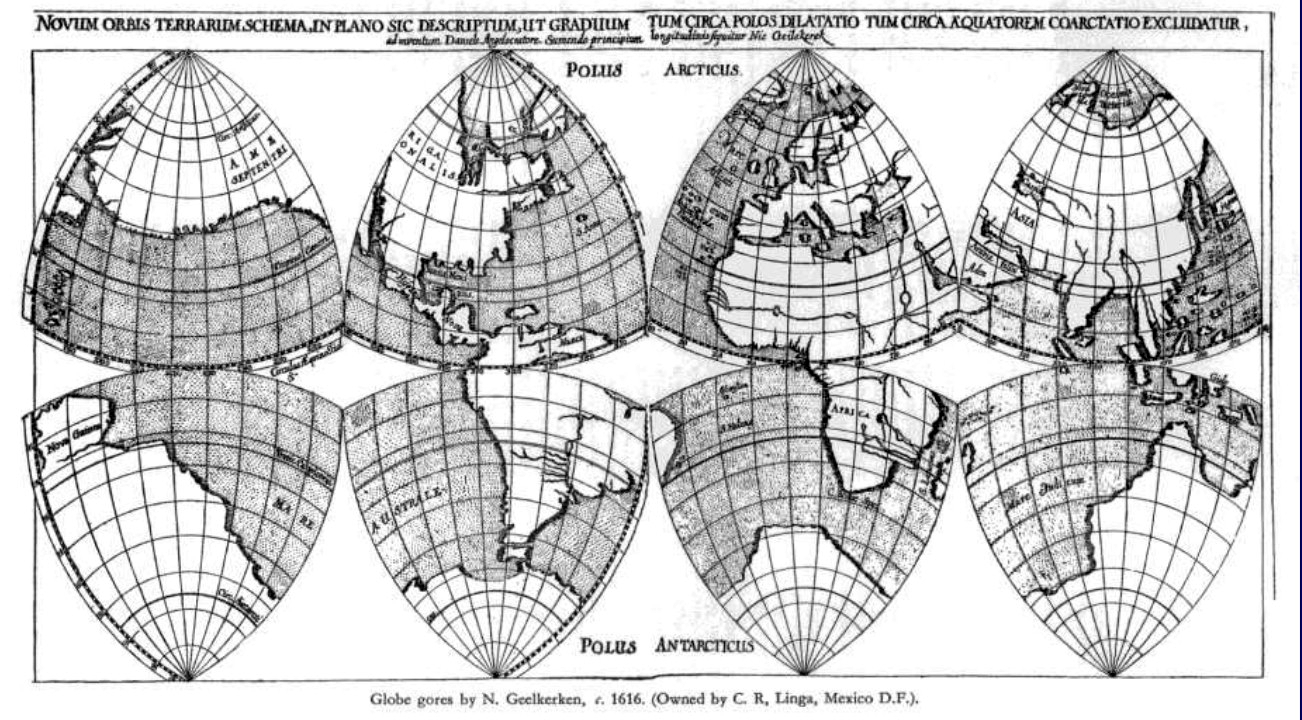
La proyección de 1616 octantes de Nicolaas-Geelkercken en ocho octantes con la forma de Triángulo de Reuleaux

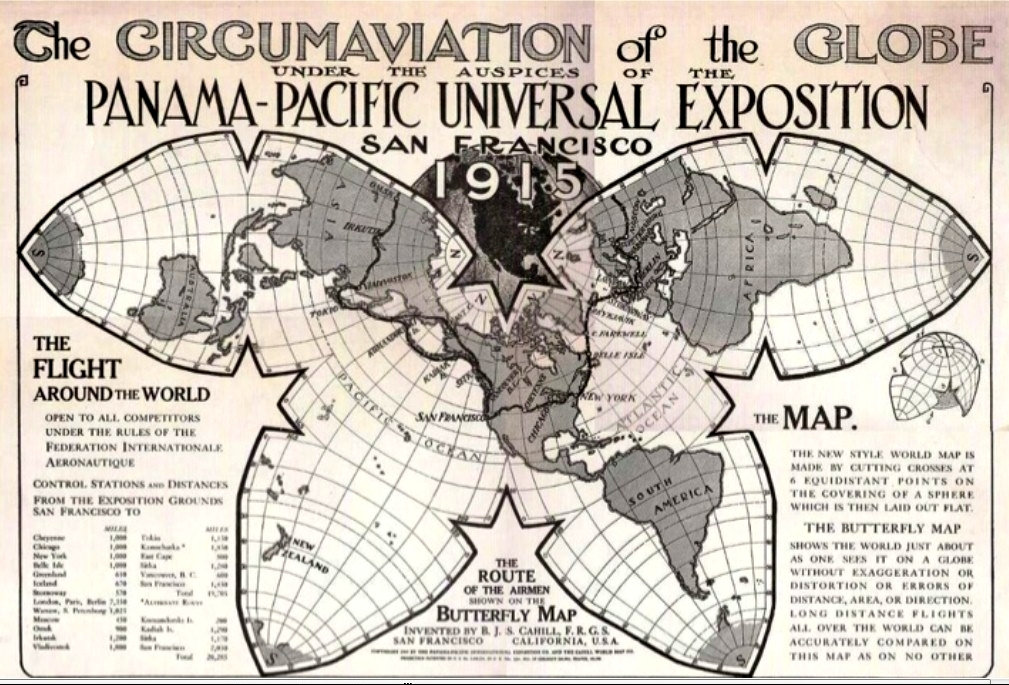
Proyección cuasioctante o mariposa de Cahill en la circunviación del globo de 1915